# Janis Maniatis (polityk)
Joanis (Janis) Maniatis, grec. Ιωάννης (Γιάννης) Μανιάτης (ur. 11 października 1956 w m. Argos) – grecki polityk, inżynier i nauczyciel akademicki, deputowany krajowy, minister środowiska, energii i zmiany klimatu (2013–2015), poseł do Parlamentu Europejskiego X kadencji.

## Życiorys
Z wykształcenia inżynier i geodeta, absolwent Politechniki Narodowej w Atenach. Uzyskał następnie doktorat. Został nauczycielem akademickim na Uniwersytecie w Pireusie. Był też profesorem wizytującym na Uniwersytecie Fryderyka Wilhelma w Bonn. Opublikował ponad 80 prac naukowych. Od 1998 do 2000 pełnił funkcję przewodniczącego rady dyrektorów jednego z banków, a w latach 1998–2001 był sekretarzem generalnym resortu środowiska.
Zaangażował się w działalność polityczną w ramach Panhelleńskiego Ruchu Socjalistycznego. W 2004 po raz pierwszy został posłem do Parlamentu Hellenów. Z powodzeniem ubiegał się o reelekcję w wyborach w 2007, 2009, maju 2012 i czerwcu 2012. W latach 2009–2012 zajmował stanowisko wiceministra środowiska. Następnie pełnił funkcję sekretarza frakcji parlamentarnej PASOK-u. Od czerwca 2013 do stycznia 2015 sprawował urząd ministra środowiska, energii i zmiany klimatu w koalicyjnym rządzie Andonisa Samarasa. Powrócił do greckiego parlamentu w wyniku wyborów z września 2015, zasiadając w nim do 2019. W 2024 uzyskał natomiast mandat posła do Parlamentu Europejskiego X kadencji.